# Consiglio Affari esteri
Il Consiglio Affari esteri è una delle formazioni in cui si riunisce il Consiglio dell'Unione europea. Nella formazione Affari esteri il Consiglio è composto dai ministri degli esteri degli stati membri. A seconda degli argomenti di discussione, possono partecipare anche i ministri degli affari europei, della difesa, dello sviluppo o del commercio.
Assieme con il Consiglio Affari generali, il Consiglio Affari esteri è l'unica formazione del Consiglio dell'Unione europea prevista esplicitamente dai trattati sull'Unione europea. In passato le due formazioni erano fuse nel "Consiglio Affari generali e relazioni esterne", ma con l'entrata in vigore del Trattato di Lisbona nel 2009 sono state separate.
A differenza di tutte le altre formazioni del Consiglio dell'Unione europea, il Consiglio Affari esteri non è presieduto dal ministro dello stato membro che detiene la presidenza di turno del Consiglio dell'Unione europea, ma è sempre presieduto dall'Alto rappresentante dell'Unione per gli affari esteri e la politica di sicurezza.
Il Consiglio Affari esteri si occupa di tutte le politiche esterne dell'Unione europea, come la politica estera e di sicurezza comune, la politica europea di sicurezza e difesa, la politica commerciale e le politiche di cooperazione allo sviluppo.
Il Consiglio Affari esteri si riunisce una volta al mese a Bruxelles. I suoi lavori sono preparati dal COREPER II.

## Composizione
| Stato          | Membro Carica                                                                                | Partito nazionale | Partito europeo | Gruppo parlamentare europeo |
| -------------- | -------------------------------------------------------------------------------------------- | ----------------- | --------------- | --------------------------- |
| Unione europea | Kaja Kallas Alto rappresentante dell'Unione per gli affari esteri e la politica di sicurezza | ER                | ALDE            | Renew Europe                |
| Germania       | Johann Wadephul Ministero degli Affari esteri                                                | CDU               | PPE             | Gruppo PPE                  |
| Francia        | Jean-Noël Barrot Ministro dell'Europa e degli Affari esteri                                  | RE                | N.D.            | Renew Europe                |
| Italia         | Antonio Tajani Ministro degli Affari esteri e della Cooperazione internazionale              | FI                | PPE             | Gruppo PPE                  |
| Spagna         | José Manuel Albares Ministro degli Affari esteri, dell'Unione Europea e della Cooperazione   | PSOE              | PSE             | S&D                         |
| Polonia        | Radosław Sikorski Ministro degli Affari esteri                                               | PO                | PPE             | Gruppo PPE                  |
| Romania        | Bogdan Aurescu Ministro degli Affari esteri                                                  | Indipendente      | N.D.            | N.D.                        |
| Paesi Bassi    | Caspar Veldkamp Ministro degli Affari esteri                                                 | NCS               | PPE             | Gruppo PPE                  |
| Belgio         | Maxime Prévot Affari esteri ed europei, commercio e istituzioni biculturali                  | LE                | ALDE            | Renew Europe                |
| Rep. Ceca      | Jan Lipavský Ministro degli Affari esteri                                                    | PIRÁTI            | PPEU            | Verdi/ALE                   |
| Grecia         | Nicos Dendias Ministro degli Affari esteri                                                   | ND                | PPE             | Gruppo PPE                  |
| Ungheria       | Péter Szijjártó Ministro degli Affari esteri                                                 | Fidesz            | Patriots.eu     | Patrioti per l'Europa       |
| Portogallo     | Paulo Rangel Ministro degli Affari esteri                                                    | PSD               | PPE             | Gruppo PPE                  |
| Svezia         | Maria Malmer Stenergard Ministro degli Affari esteri                                         | M                 | PPE             | Gruppo PPE                  |
| Austria        | Beate Meinl-Reisinger Ministro per l'Europa, l'Integrazione e gli Affari esteri              | NEOS              | ALDE            | Renew Europe                |
| Bulgaria       | Georg Georgiev Ministro degli Affari esteri                                                  | GERB              | PPE             | Gruppo PPE                  |
| Finlandia      | Elina Valtonen Ministro degli Affari esteri                                                  | KOK               | PPE             | Gruppo PPE                  |
| Danimarca      | Lars Løkke Rasmussen Ministro degli Affari esteri                                            | M                 | N.D.            | Renew Europe                |
| Slovacchia     | Juraj Blanár Ministro degli Affari esteri ed europei                                         | SMER-SD           | N.D.            | NI                          |
| Croazia        | Gordan Grlić-Radman Ministro degli Affari esteri ed europei                                  | HDZ               | PPE             | Gruppo PPE                  |
| Irlanda        | Simon Coveney Ministro degli Affari esteri e del Commercio                                   | FG                | PPE             | Gruppo PPE                  |
| Lituania       | Kęstutis Budrys Ministro degli Affari esteri                                                 | LSPD              | PSE             | S&D                         |
| Lettonia       | Baiba Braže Ministro degli Esteri                                                            | V                 | PPE             | Gruppo PPE                  |
| Slovenia       | Tanja Fajon Ministro degli Affari Esteri ed Europei                                          | SD                | PSE             | S&D                         |
| Cipro          | Kostantinos Kompos Ministro degli Affari esteri                                              | Indipendente      | N.D.            | N.D.                        |
| Estonia        | Margus Tsahkna Ministro degli Esteri                                                         | E200              | N.D.            | N.D.                        |
| Lussemburgo    | Xavier Bettel Ministro degli Affari esteri ed Europei                                        | DP                | ALDE            | Renew Europe                |
| Malta          | Ian Borg Ministro del Commercio, Affari Europei ed Esteri                                    | PL                | PSE             | S&D                         |